# Krzysztof Grudnowski
Krzysztof Grudnowski (ur. 19 lutego 1957 w Rumi) – komandor Marynarki Wojennej Sił Zbrojnych Rzeczypospolitej Polskiej.

## Życiorys
Krzysztof Grudnowski w 1980 ukończył Wyższą Szkołę Oficerską Służb Kwatermistrzowskich w Poznaniu i rozpoczął służbę w 50 batalionie zaopatrzenia na stanowisku kierownika sekcji – szefa służby żywnościowej, a w 1986 został zastępcą dowódcy batalionu. W 7 pułku lotnictwa specjalnego objął w 1991 obowiązki zastępcy dowódcy batalionu, a po sformowaniu Brygady Lotnictwa Marynarki Wojennej objął stanowisko kwatermistrza – zastępcy szefa logistyki. Ukończył w 1995 studia podyplomowe w Akademii Obrony narodowej. Od 2002 pełnił obowiązki szefa sekcji materiałowej, a po przekształceniu jednostek brygady w eskadry i bazy lotnicze został w 2003 wyznaczony na stanowisko zastępcy dowódcy 44 Bazy Lotniczej w Siemirowicach. Decyzją Ministra Obrony Narodowej z dniem 2 lipca 2007 został wyznaczony na jej dowódcę. Dowodził jednostką do 30 listopada 2010 i wówczas zakończył zawodową służbę wojskową i pożegnał się z mundurem.